# Sciara conulifera
Sciara conulifera är en tvåvingeart som beskrevs av Edwards 1928. Sciara conulifera ingår i släktet Sciara och familjen sorgmyggor. Inga underarter finns listade i Catalogue of Life.